# 人之初 (1951年電影)
《人之初》（英語：Infancy）是1951年上映的一部香港黑白文藝片，由秦劍編導，吳楚帆、黃曼梨、張瑛、麗兒、李小龍、李兆芬及碧茜主演，故事述說了兩對父母對子女管教不當的問題。

## 背景
本片為童星李小龍（本名李振藩）首以此藝名參演之電影，此後一直沿用至其逝世；劇中主演的其他童星同樣來自演藝世家，包括李兆芬為導演李晨風及演員李月清之子、導演李化的姪孫，而碧茜則為演員鄧竹筠之女。本電影由大觀編導委員會集體審訂，委員有莫康時、趙樹燊、秦劍、李鐵、李化、李晨風及吳回等。

## 劇情
富家子全仔（李兆芬 飾）和窮家子牛仔（李小龍 飾）毗鄰而居，某日兩個孩子因為爭執而大打出手，牛仔遭到母親（黃曼梨 飾）痛打後離家出走，流浪街頭的他淪為小偷。而被父母寵壞的全仔未被責罰，在家裡閑著看漫畫書，父親陳經紀（張瑛 飾）買了一套全新的美國西部牛仔服裝哄他，興奮的全仔打扮成牛仔到處玩，最終發生意外，跌傷了腿。與此同時，當上扒手的牛仔因為一次搶錢包事件而引致了一場不能逆轉的後果。

## 角色
| 演員   | 角色   | 備註                               |
| 吳楚帆 | 何書記 | 牛仔父親，收入不多，需養活一家六口 |
| 黃曼梨 | 牛仔母 | 牛仔母親，愛打麻雀，對子女疏於管教 |
| 張瑛   | 陳經紀 | 全仔父親，收入豐厚                 |
| 麗兒   | 全仔母 | 全仔母親，對兒子過分溺愛           |
| 李小龍 | 牛仔   | (童星) 家貧                        |
| 李兆芬 | 全仔   | (童星) 家境優渥                    |
| 碧茜   | B 女   | (童星)                             |
| 馬笑英 |        |                                    |
| 高魯泉 |        |                                    |
| 林家聲 | 靚仔成 |                                    |

## 外部連結
- 香港影庫上《人之初》的資料（繁體中文）
- 时光网上《人之初》的資料（简体中文）
- 豆瓣电影上《人之初》的資料 （简体中文）
- 互联网电影数据库（IMDb）上《人之初》的资料（英文）